# Ambrose Rayappan

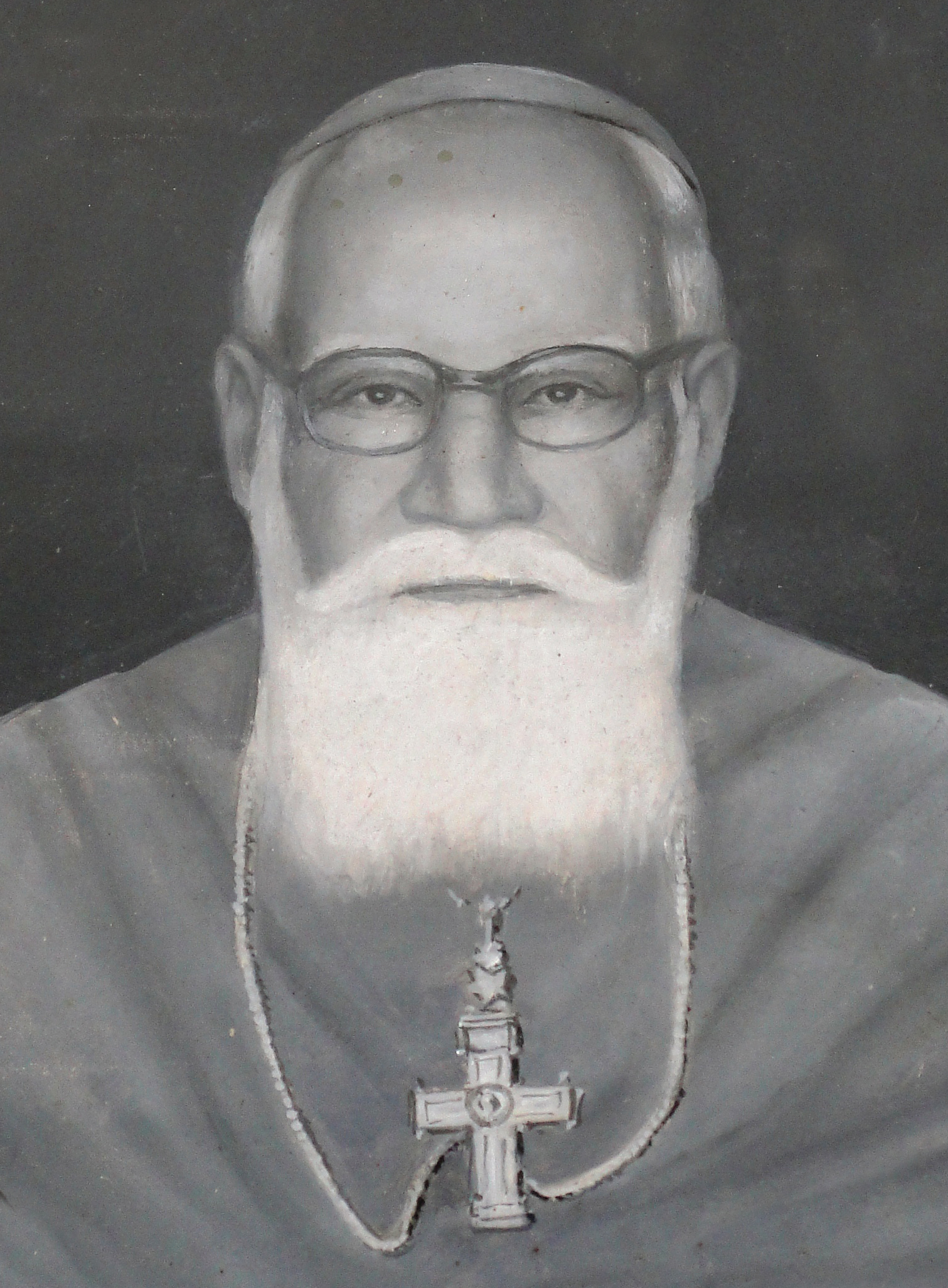
Ambrose Rayappan

Ambrose Rayappan (* 25. Februar 1901 in Dharapuram; † 24. November 1999) war ein indischer Geistlicher und römisch-katholischer Erzbischof von Pondicherry und Cuddalore.

## Leben
Ambrose Rayappan empfing am 16. Dezember 1923 das Sakrament der Priesterweihe für das Bistum Coimbatore.
Am 8. Januar 1953 ernannte ihn Papst Pius XII. zum Titularbischof von Sidon und bestellte ihn zum Weihbischof in Pondicherry und Cuddalore. Der Erzbischof von Pondicherry, Auguste-Siméon Colas MEP, spendete ihm am 25. März desselben Jahres die Bischofsweihe; Mitkonsekratoren waren der Bischof von Bangalore, Thomas Pothacamury, und der Bischof von Coimbatore, Francis Xavier Muthappa.
Am 7. August 1953 ernannte ihn Pius XII. zum Titularerzbischof von Selymbria und bestellte ihn zum Koadjutorerzbischof von Pondicherry und Cuddalore. Ambrose Rayappan wurde am 28. November 1955 in Nachfolge des zurückgetretenen Auguste-Siméon Colas MEP Erzbischof von Pondicherry und Cuddalore.
Rayappan trat am 17. März 1973 als Erzbischof von Pondicherry und Cuddalore zurück.
Ambrose Rayappan nahm an allen vier Sitzungsperioden des Zweiten Vatikanischen Konzils teil.